# Allocarsidara malayensis
Allocarsidara malayensis är en insektsart som först beskrevs av Crawford 1919.  Allocarsidara malayensis ingår i släktet Allocarsidara och familjen Carsidaridae. Inga underarter finns listade i Catalogue of Life.